# Filímero
Filímero (em latim: Filimer), segundo a Gética do escritor bizantino do século VI Jordanes, era um rei das tribos góticas de Gotiscandza, na bacia do rio Vístula. Teria sido durante seu reinado que os godos migraram rumo à costa do mar Negro.

## Vida
Ele era filho de Gadarico, o Grande e pertenceu a sexta geração de reis góticos desde Berigo, que liderou a migração e assentamento dos godos na região de Gotiscandza. Em seu reinado, a nação gótica multiplicou-se, o levando a mover seu pavo à Cítia. Diz-se que durante o percurso os godos atravessaram um vasto pântano no qual havia ponte. Esta colapsaria enquanto era utilizada para a travessia e dividiria o povo de Filímero para sempre. Alguns permaneceram para trás, enquanto o restante permaneceu junto e invadiu o território dos espalos (sármatas).
Ali batizaram seus novos domínios como Aujo ou Ojo. Em algum momento após a migração, Filímero teria expulsado um grupo de bruxas (völvas) suspeitas, conhecidas pelos godos como haliúrunas (em latim: Haliurunnae). Após partiram para o exílio longe dos domínios góticos, originaram um povo do qual descenderiam os hunos que tempos depois invadiriam Aujo.

## Arqueologia
O registro arqueológica mostra que a população da Cultura de Vilemberga (Polônia) de fato migrou e assentou-se na Ucrânia e misturou-se com as antigas populações da Cultura de Zarubinetse para formar a Cultura de Cherniacove. Esse movimento cultural é identificado como a migração dos godos da Gotiscandza para Aujo como descrito em Jordanes, embora nem todos os estudiosos veem tal correlação. Segundo sugestão do estudioso dinamarquês Arne Søby Christensen, o nome "Filímero" provavelmente origina-se do relato de Cassiodoro, uma sugestão que foi favoravelmente recebida pelos historiadores.